# 西里伯斯海
西里伯斯海又名苏拉威西海，是太平洋西部的一个陆缘海，位于棉兰老岛、苏禄群岛以南，加里曼丹岛以东，苏拉威西岛以北，东以桑格群岛为界与太平洋相接，总面积约28万平方公里，最深处达6200米，西南以望加锡海峡与爪哇海和弗洛勒斯海相通。
2017年1月10日，西里伯斯海發生7.7級地震。

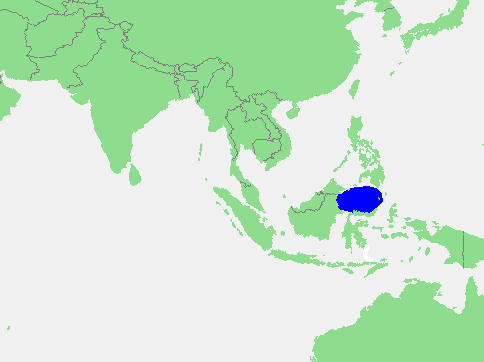
西里伯斯海的位置
(Celebes Sea)